# Leschenaultia exul
Leschenaultia exul är en tvåvingeart som först beskrevs av Townsend 1892.  Leschenaultia exul ingår i släktet Leschenaultia och familjen parasitflugor. Inga underarter finns listade i Catalogue of Life.